# Baldovina Vestri
Baldovina Vestri, nata Argia Clotilde Baldovina (Siena, 24 febbraio 1840 – Siena, 5 dicembre 1931), è stata una patriota e garibaldina italiana.

## Biografia
Senese, nata in Salicotto, nella contrada della Torre, era la terza di otto figli di Giovanni (1815-1875), un fervente mazziniano prima e garibaldino poi, e di Maria Tognazzi. Il quinto figlio, Archimede (1846–1904), architetto, realizzò il progetto della loggia di Piazza dell'Indipendenza dove venne collocato il monumento ai caduti delle guerre per l'Indipendenza, scolpito da Tito Sarrocchi nel 1879. È Possibile che Archimede abbia disegnato il Palazzo Vestri in Salicotto, diventato il "palazzo senza scale" per via della forma elicoidale, una rampa senza scalini fino ai piani superiori, costruito dal padre Giovanni, capomastro, e anche se costruito nel periodo tra il Purismo e il liberty sembra differenziarsi per vari motivi. Durante i dieci mesi di carcere a Volterra, per essere stato coinvolto nel ferimento a morte di un poliziotto, Giovanni Vestri imparò la lavorazione dell'alabastro che insegnò poi al suo affittuario Cesare Maccari e ad altri artisti che frequentarono il suo laboratorio; tra di questi Amos Cassioli, Antonio Ridolfi e Angelo Visconti che dipinse i ritratti di Baldovina e della sorella Erminia, probabilmente nel 1858.
Dopo un infelice matrimonio con Giuseppe Ficai di Monte San Savino, da cui era nata una figlia, conclusosi con l'annullamento nel 1861, Baldovina trovò negli ideali garibaldini il suo scopo di vita, e scrisse due anni dopo a Garibaldi per fargli pervenire del denaro in sostegno dei feriti negli scontri in Aspromonte, compresi i fratelli Archimede e Ademaro che si erano arruolati volontari. Infatti, la questione romana era divenuta assai popolare e Garibaldi veniva visto come il liberatore della capitale d'Italia dallo Stato Pontificio perfino contro il troppo moderato Regno sabaudo.
Baldovina conobbe Garibaldi nel 1867 quando il generale passò da Siena per assistere al palio che fu corso in suo onore il 15 anziché, come di norma, il 16 agosto e fu ospite nella sua casa, come ancora viene chiamato il "Palazzo Vestri" in Via di Salicotto, forse l'unico che non fu toccato dal risanamento del quartiere negli anni '30 del '900. Nell'appartamento si conserva ancora il "lavandino di Garibaldi". Ritiratosi alcuni giorni a Rapolano Terme, la Vestri fu con lui e con la figlia Teresita. Lo seguì nell'Agro Romano e nella battaglia di Mentana col ruolo di vivandiera, ma in realtà svolse tanti altri compiti: infermiera, stalliera, ricaricava i fucili e s'adoperava a trascinare via i compagni feriti e morti.
A questi eventi segue un periodo in cui le informazioni si fanno poi rade. Nel 1878 fu a Siena per la morte del padre e dall'atto notarile risulta che era residente ad Altamura in Puglia. Ricompare nelle cronache nel 1885, quando morì uno dei suoi fratelli e da allora risulta di nuovo residente nel suo quartiere di Salicotto. Dopo l'epopea garibaldina, la Vestri si impegnò in varie altre attività sociali come nella fondazione della Pubblica Assistenza di Siena nel 1895, insieme a due fratelli, peraltro come dirigenti, e alle tre figlie di Archimede, una delle quali, Zina, sposò nel 1905 lo scrittore Domenico Giuliotti.
Nel corso della prima guerra mondiale, la Vestri fu a raccogliere i fondi per i soldati in guerra e per i loro figli e nel 1919 fu ancora tra gli animatori del Comitato esecutivo dell’Associazione Pro-Fiume per la questione ancora irrisolta di Fiume e dell'Istria italiana
Nella società senese Baldovina in quegli anni era divenuta una sorta di icona patriottica, di reduce del Risorgimento. La sua camicia rossa, regalatole da Garibaldi stesso a Mentana, era divenuta una sorta di simbolo di continuità tra il Risorgimento e il fascismo, dove gli ex-combattenti non solo fossero protagonisti e testimoni, ma ne avessero annunciato l'arrivo, stavolta in camicia nera.
Nel giorno dei suoi 90 anni, il 24 febbraio 1930, fu omaggiata dalle autorità cittadine, i giornali ne dettero ampio risalto e la sua casa fu meta di visitatori, telegrammi e mazzi di fiori. Nelle scuole si tennero lezioni sulle sue imprese e perfino Garibaldi divenne il "Duce delle camicie rosse".
Come scrive Aurora Savelli nel suo testo Il primato della patria. Baldovina Vestri, l'ultima garibaldina nell'ambito della Rassegna Storica Toscana n. 1 del 2016: Baldovina era ormai un mito completamente fascistizzato tanto che la sua volontà anticlericale e la richiesta di essere cremata furono totalmente ignorate. È stata sepolta con la sua camicia rossa.
La sua tomba fa parte del cosiddetto Quadrilatero del garibaldini nel cimitero del Laterino che quasi un secolo dopo, nel 2023, versa in gravi condizioni di degrado.

## Archivio
Le lettere a lei inviatele da Garibaldi ed altri documenti furono donati probabilmente da Baldovina stessa al Comune di Siena e vengono conservati presso l'Archivio Storico comunale in via San Marco 90.